# 大韋德梅日卡
51°18′10″N 25°47′25″E / 51.30278°N 25.79028°E
大韋德梅日卡（烏克蘭語：Велика Ведмежка），是烏克蘭西北部的村落，隸屬沃倫州的卡明-卡希爾斯基區。該村始建於1583年，面積8.6平方公里，海拔高度172米，2001年人口313，人口密度每平方公里36.4人。